# Sant'Anastasia
Sant'Anastasia es un municipio italiano localizado en la ciudad metropolitana de Nápoles, en Campania. Tiene una población estimada, a fines de abril de 2022, de 26 111 habitantes.
El territorio municipal contiene las frazioni (subdivisiones) de Guadagni, Marra-Marciano, Ponte di Ferro y Starza Vecchia. Limita con los municipios de Casalnuovo di Napoli, Herculano, Pollena Trocchia, Pomigliano d'Arco y Somma Vesuviana.
El área comunal de Sant'Anastasìa está situada en el parque nacional del Vesubio.

## Demografía
| Gráfica de evolución demográfica de Sant'Anastasia entre 1861 y 2022 |
|                                                                      |
| Fuente: ISTAT - Elaboración gráfica de Wikipedia                     |